# Trasformata di Laplace

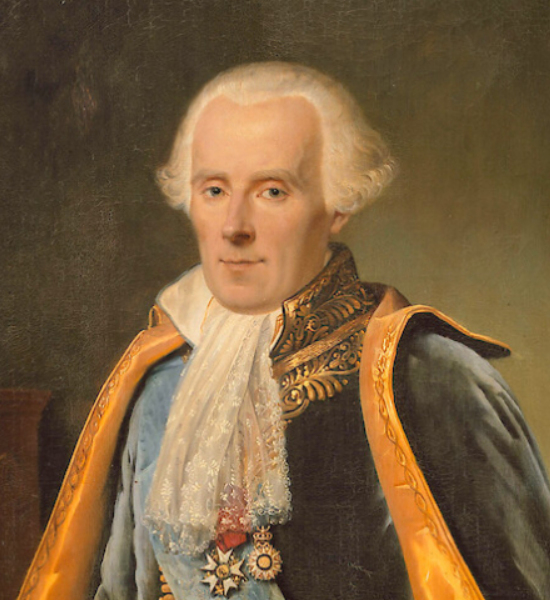
Pierre Simon Laplace

In analisi funzionale, la trasformata di Laplace (dal nome del matematico francese Pierre Simon Laplace) è una trasformata integrale ovvero nello specifico un operatore funzionale lineare che associa ad una funzione di variabile reale una funzione di variabile complessa.

## Descrizione

### Definizione
Sia data una funzione {\displaystyle f(t)} definita sui numeri reali. La trasformata di Laplace è la funzione definita sull'insieme continuo {\displaystyle s} data da
{\displaystyle {\mathcal {L}}\left\{f\right\}(s){\stackrel {\text{def}}{=}}\int _{-\infty }^{+\infty }{\text{e}}^{-st}f(t)\,{\text{d}}t}
essendo {\displaystyle {\text{e}}} il numero di Nepero (o Eulero) ed il parametro {\displaystyle s} un numero complesso
{\displaystyle s\ {\stackrel {\text{def}}{=}}\ \sigma +{\text{i}}\omega }
con {\displaystyle \sigma } e {\displaystyle \omega } numeri reali e {\displaystyle {\text{i}}} l'unità immaginaria. Talvolta la trasformata è indicata, meno rigorosamente, nella forma {\displaystyle {\mathcal {L}}\left\{f(t)\right\}}.
Si può definire la trasformata di Laplace di una misura di Borel finita {\displaystyle \mu } attraverso l'integrale di Lebesgue:
{\displaystyle ({\mathcal {L}}\mu )(s)\ {\stackrel {\text{def}}{=}}\ \int _{[0,+\infty )}{\text{e}}^{-st}\,{\text{d}}\mu (t).}
Un importante caso particolare si verifica se {\displaystyle \mu } è una misura di probabilità.
La trasformata unilatera di Laplace è definita per {\displaystyle t>0} come:
{\displaystyle {\mathcal {L}}_{u}\left\{f\right\}(s)\ {\stackrel {\text{def}}{=}}\ \int _{0}^{+\infty }{\text{e}}^{-st}f(t)\,{\text{d}}t.}
La trasformata di Laplace tipicamente esiste per tutti i numeri reali {\displaystyle \mathrm {Re} (s)>a}, dove {\displaystyle a} è una costante (chiamata ascissa di convergenza) che dipende dalla funzione originaria e che costituisce la regione di convergenza.
Si tratta di una trasformata integrale che gode di numerose proprietà, che la rendono utile per l'analisi dei sistemi dinamici lineari. Il vantaggio più significativo è che l'integrale e la derivata di una funzione diventano rispettivamente una divisione e una moltiplicazione per la variabile complessa, analogamente al modo in cui i logaritmi cambiano la moltiplicazione di numeri nella loro addizione. Essa consente di trasformare le equazioni integrali e le equazioni differenziali in equazioni polinomiali, che sono più immediate da risolvere. Anche la risposta (l'uscita) di un sistema dinamico lineare può essere calcolata come prodotto di convoluzione della sua risposta impulsiva unitaria con il segnale d'ingresso. Sviluppando questo calcolo nello spazio di Laplace la convoluzione diventa una moltiplicazione, che spesso rende il problema più semplice. In particolare nell'ingegneria dei sistemi la trasformata di Laplace della risposta impulsiva del sistema è la sua funzione di trasferimento che caratterizza il comportamento del sistema in oggetto:
{\displaystyle H(s)\ {\stackrel {\text{def}}{=}}\ {\mathcal {L}}\{h(t)\}\ =\ \int _{-\infty }^{+\infty }h(t){\text{e}}^{-st}\,{\text{d}}t.}

#### Teoria delle probabilità
Nella teoria delle probabilità la trasformata di Laplace è definita come un valore atteso. Se {\displaystyle X} è una variabile casuale con funzione di densità di probabilità {\displaystyle f}, allora la trasformata di {\displaystyle f} è data dal valore di aspettazione:
{\displaystyle ({\mathcal {L}}f)(s)=E\left[{\text{e}}^{-sX}\right].}
Con abuso di notazione, ci si riferisce a tale integrale come la trasformata di Laplace di {\displaystyle X} stessa, e sostituendo {\displaystyle s} con {\displaystyle -t} si ha la funzione generatrice dei momenti di {\displaystyle X}. Di particolare interesse è la pratica di ottenere la funzione cumulativa di distribuzione di probabilità di una variabile casuale {\displaystyle X} attraverso la trasformata di Laplace nel modo seguente:
{\displaystyle F_{X}(x)={\mathcal {L}}_{s}^{-1}\left\lbrace {\frac {E\left[{\text{e}}^{-sX}\right]}{s}}\right\rbrace (x)={\mathcal {L}}_{s}^{-1}\left\lbrace {\frac {\left({\mathcal {L}}f\right)(s)}{s}}\right\rbrace (x).}

### Trasformata inversa
L'inversa della trasformata di Laplace è data dall'integrale di Bromwich, anche detto integrale di Fourier-Mellin o formula inversa di Mellin, un integrale complesso dato da
{\displaystyle f(t)={\mathcal {L}}^{-1}\{F(s)\}={\frac {1}{2\pi {\text{i}}}}\,\lim _{T\to {+\infty }}\int _{\gamma -{\text{i}}T}^{\gamma +{\text{i}}T}{\text{e}}^{st}F(s)\,{\text{d}}s,}
dove {\displaystyle \gamma } è un numero reale tale che il contorno del cammino di integrazione sia contenuto nella regione di convergenza di {\displaystyle F(s)}.
Si dimostra che se una funzione {\displaystyle G(s)} ha la trasformata inversa {\displaystyle g(t)}, ossia {\displaystyle g} è una funzione continua a tratti che soddisfa la condizione
{\displaystyle {\mathcal {L}}\{g\}(s)=G(s),}
allora {\displaystyle g(t)} è univocamente determinata.

### Regione di convergenza
Se {\displaystyle f} è una funzione localmente integrabile, o più in generale una misura di Borel sufficientemente regolare, allora la trasformata di Laplace {\displaystyle F(s)} di {\displaystyle f} converge se esiste il limite
{\displaystyle \lim _{R\to {+\infty }}\int _{0}^{R}f(t){\text{e}}^{-ts}\,{\text{d}}t}
e converge assolutamente se esiste l'integrale di Lebesgue
{\displaystyle \int _{0}^{+\infty }|f(t){\text{e}}^{-ts}|\,{\text{d}}t.}
Se si verifica soltanto la convergenza del primo tipo, la trasformata di Laplace converge condizionatamente.
Dal teorema della convergenza dominata segue che i valori tali che {\displaystyle F(s)} converge assolutamente sono tali che {\displaystyle \mathrm {Re} (s)>a} oppure {\displaystyle \mathrm {Re} (s)\geq a}, dove {\displaystyle a} appartiene alla retta reale estesa. Tale costante è detta ascissa di convergenza assoluta e dipende dal comportamento della crescita della funzione {\displaystyle f}. Nella regione di convergenza assoluta la trasformata è una funzione analitica.
L'insieme di valori in cui {\displaystyle F(s)} converge, condizionatamente o assolutamente, è la regione di convergenza (ROC). Se la trasformata di Laplace converge condizionatamente in {\displaystyle s=s_{0}} allora converge per ogni {\displaystyle s} tale che {\displaystyle \mathrm {Re} (s)>\mathrm {Re} (s_{0})}, e di conseguenza la regione di convergenza è il semipiano {\displaystyle \mathrm {Re} (s)>a} ed eventualmente punti sulla linea di frontiera {\displaystyle \mathrm {Re} (s)=a}. Nella regione di convergenza {\displaystyle \mathrm {Re} (s)>\mathrm {Re} (s_{0})} la trasformata di Laplace può essere espressa integrando per parti:
{\displaystyle F(s)=(s-s_{0})\int _{0}^{+\infty }{\text{e}}^{-(s-s_{0})t}\beta (t)\,{\text{d}}t,}
con
{\displaystyle \beta (u)=\int _{0}^{u}{\text{e}}^{-s_{0}t}f(t)\,{\text{d}}t,}
evidenziando così il fatto che nella regione di convergenza la funzione {\displaystyle F(s)} può essere espressa come la trasformata di Laplace assolutamente convergente di qualche altra funzione, ed in particolare è analitica.

## Proprietà
- Linearità:

{\displaystyle {\mathcal {L}}{\Biggl [}\sum _{i=1}^{n}K_{i}\cdot f_{i}(t){\Biggr ]}=\sum _{i=1}^{n}K_{i}\cdot {\mathcal {L}}{\bigl [}f_{i}(t){\bigr ]}.}
- Derivazione:

{\displaystyle {\mathcal {L}}\{f'\}=s{\mathcal {L}}\{f\}-f(0^{-});}
{\displaystyle {\mathcal {L}}\{f''\}=s^{2}{\mathcal {L}}\{f\}-sf(0^{-})-f'(0^{-});}
{\displaystyle {\mathcal {L}}\left\{f^{(n)}\right\}=s^{n}{\mathcal {L}}\left\{f\right\}-s^{n-1}f(0^{-})-\cdots -f^{(n-1)}(0^{-})=s^{n}{\mathcal {L}}\left\{f\right\}-\sum _{k=1}^{n}s^{n-k}{\frac {d^{k-1}f(0)}{dt^{k-1}}};}
{\displaystyle {\mathcal {L}}\{tf(t)\}=-{\mathcal {L}}\left\{f\right\}'(s);}
{\displaystyle {\mathcal {L}}\left\{{\frac {f(t)}{t}}\right\}=\int _{s}^{\infty }{\mathcal {L}}\left\{f\right\}(\sigma )\,{\text{d}}\sigma .}
- Integrazione:

{\displaystyle {\mathcal {L}}\left\{\int _{0}^{t}f(\tau )\,{\text{d}}\tau \right\}={1 \over s}{\mathcal {L}}\{f(t)\}.}
- Traslazione complessa:

{\displaystyle {\mathcal {L}}\left\{{\text{e}}^{at}f(t)\right\}={\mathcal {L}}\left\{f\right\}(s-a);}
{\displaystyle {\mathcal {L}}^{-1}\left\{{\mathcal {L}}\left\{f\right\}(s-a)\right\}={\text{e}}^{at}f(t).}
- Traslazione nel tempo:

{\displaystyle {\mathcal {L}}\left\{f(t-a)\Theta (t-a)\right\}={\text{e}}^{-as}{\mathcal {L}}\left\{f\right\}(s);}
{\displaystyle {\mathcal {L}}^{-1}\left\{{\text{e}}^{-as}{\mathcal {L}}\left\{f\right\}\right\}=f(t-a)\Theta (t-a).}
dove {\displaystyle \Theta (t)} è il gradino di Heaviside.
- Moltiplicazione per {\displaystyle t} alla {\displaystyle n}-esima potenza:

{\displaystyle {\mathcal {(}}-1)^{n}\ {\mathcal {L}}\{\,t^{n}f(t)\}={\frac {{\text{d}}^{n}}{{\text{d}}s^{n}}}[{\mathcal {L}}\left\{f\right\}(s)].}
- Prodotto di convoluzione:

{\displaystyle {\mathcal {L}}\{f*g\}={\mathcal {L}}\{f\}{\mathcal {L}}\{g\}}
- Funzione periodica di periodo {\displaystyle p}:

{\displaystyle {\mathcal {L}}\{f\}={1 \over 1-{\text{e}}^{-ps}}\int _{0}^{p}{\text{e}}^{-st}f(t)\,{\text{d}}t.}

### Teorema del valore iniziale e del valore finale
Si possono enunciare due teoremi che permettono di conoscere il valore iniziale e il valore finale della funzione partendo dalla sua trasformata. Essi valgono per funzioni di classe {\displaystyle C^{1}}, causali (cioè nulle per {\displaystyle t<0}) e con ascissa di convergenza {\displaystyle a<+\infty }. Il teorema del valore iniziale stabilisce che:
{\displaystyle f(0)=\lim _{t\to 0}f(t)=\lim _{s\to \infty }s\,\,{\mathcal {L}}\left\{f\right\}(s),}
mentre il teorema del valore finale stabilisce che se è finito ed esiste {\displaystyle f(+\infty )}, allora:
{\displaystyle f(+\infty )=\lim _{t\to +\infty }f(t)=\lim _{s\to 0}s\,\,{\mathcal {L}}\left\{f\right\}(s).}

### Trasformata di alcune funzioni notevoli
- Delta di Dirac:

{\displaystyle {\mathcal {L}}\{\delta (t)\}=1.}
- Funzione gradino di Heaviside:

{\displaystyle {\mathcal {L}}\{\Theta (t)\}={\frac {1}{s}}.}
- Funzione rampa:

{\displaystyle {\mathcal {L}}\{R(t)\}={\frac {1}{s^{2}}}.}
- Funzione esponenziale:

{\displaystyle {\mathcal {L}}\{{\text{e}}^{\alpha t}\}={\frac {1}{s-\alpha }}.}
- Seno:

{\displaystyle {\mathcal {L}}\{\sin(\alpha t)\}={\frac {\alpha }{s^{2}+\alpha ^{2}}};}
{\displaystyle {\mathcal {L}}\{{{\text{e}}^{\beta t}\sin(\alpha t)}\}={\frac {\alpha }{(s-\beta )^{2}+\alpha ^{2}}}.}
- Coseno:

{\displaystyle {\mathcal {L}}\{\cos(\alpha t)\}={\frac {s}{s^{2}+\alpha ^{2}}};}
{\displaystyle {\mathcal {L}}\{{\text{e}}^{\beta t}\cos(\alpha t)\}={\frac {s-\beta }{(s-\beta )^{2}+\alpha ^{2}}}.}
- Seno iperbolico:

{\displaystyle {\mathcal {L}}\{\sinh(\alpha t)\}={\frac {\alpha }{s^{2}-\alpha ^{2}}}.}
- Coseno iperbolico:

{\displaystyle {\mathcal {L}}\{\cosh(\alpha t)\}={\frac {s}{s^{2}-\alpha ^{2}}}.}
- Logaritmo naturale:

{\displaystyle {\mathcal {L}}\{\ln(t)\}=-{\frac {\ln(s)+\gamma }{s}}.}
- Radice {\displaystyle \alpha }-esima (detta gamma di Eulero):

{\displaystyle {\mathcal {L}}\{{\sqrt[{\alpha }]{t}}\}=s^{-{\frac {\alpha +1}{\alpha }}}\cdot \Gamma \left(1+{\frac {1}{\alpha }}\right).}
- Funzioni di Bessel ordinarie:

{\displaystyle {\mathcal {L}}\{J_{\alpha }(t)\}={\frac {\left(s+{\sqrt {1+s^{2}}}\right)^{-\alpha }}{\sqrt {1+s^{2}}}}.}
- Funzioni di Bessel modificate:

{\displaystyle {\mathcal {L}}\{I_{\alpha }(t)\}={\frac {\left(s+{\sqrt {-1+s^{2}}}\right)^{-\alpha }}{\sqrt {-1+s^{2}}}}.}
- Funzione degli errori:

{\displaystyle {\mathcal {L}}\{\operatorname {erf} (t)\}={{\text{e}}^{s^{2}/4}\operatorname {erfc} \left(s/2\right) \over s}.}

## Relazione con le altre trasformate

### Trasformata di Laplace–Stieltjes
La trasformata di Laplace–Stieltjes di una funzione a variazione limitata {\displaystyle g\colon \mathbb {R} \to \mathbb {R} } è l'integrale di Lebesgue-Stieltjes dato da:
{\displaystyle \{{\mathcal {L}}^{*}g\}(s)=\int _{0}^{+\infty }{\text{e}}^{-st}{\text{d}}g(t).}
Se {\displaystyle g} è la primitiva di {\displaystyle f}:
{\displaystyle g(x)=\int _{0}^{x}f(t)\,{\text{d}}t,}
allora la trasformata di Laplace–Stieltjes di {\displaystyle g} coincide con la trasformata di Laplace di {\displaystyle f}. In generale, la trasformata di Laplace–Stieltjes è la trasformata di Laplace della misura di Stieltjes associata a {\displaystyle g}.

### Trasformata di Mellin
La trasformata di Mellin e la sua inversa si ottengono dalla trasformata di Laplace con un cambio di coordinate. Se nella trasformata di Mellin
{\displaystyle G(s)={\mathcal {M}}\left\{g(\theta )\right\}=\int _{0}^{+\infty }\theta ^{s}g(\theta ){\frac {d\theta }{\theta }}}
si pone {\displaystyle \theta ={\text{e}}^{-t}}, si ha la trasformata di Laplace.

### Trasformata di Fourier
La trasformata di Fourier è equivalente al valutare la trasformata di Laplace bilatera con argomento immaginario {\displaystyle s={\text{i}}\omega ={\text{i}}2\pi f}:
{\displaystyle {\hat {f}}(\omega )={\mathcal {F}}\left\{f(t)\right\}={\mathcal {L}}\left\{f(t)\right\}|_{s={\text{i}}\omega }=F(s)|_{s={\text{i}}\omega }=\int _{-\infty }^{+\infty }{\text{e}}^{-{\text{i}}\omega t}f(t)\,{\text{d}}t}
e tale definizione è valida se e solo se la regione di convergenza di {\displaystyle F(s)} contiene l'asse immaginario. Inoltre, richiede la presenza del fattore {\displaystyle 1/{2\pi }} nella trasformata di Fourier inversa. Una relazione del tipo
{\displaystyle \lim _{\sigma \to 0^{+}}F(\sigma +{\text{i}}\omega )={\hat {f}}(\omega )}
vale tuttavia sotto condizioni meno restrittive, e le condizioni generali che relazionano il limite della trasformata di Laplace di una funzione sul bordo con la trasformata di Fourier sono date dal teorema di Paley-Wiener.

### Trasformata zeta
La trasformata zeta unilatera è la trasformata di Laplace di un segnale campionato in modo ideale con la sostituzione:
{\displaystyle z={\text{e}}^{sT},}
dove {\displaystyle T=1/f_{s}} è il periodo di campionamento, con {\displaystyle f_{s}} la frequenza di campionamento (misurata in campioni per secondo o in hertz).
Sia
{\displaystyle \Delta _{T}(t)\ {\stackrel {\mathrm {def} }{=}}\ \sum _{n=0}^{+\infty }\delta (t-nT)}
un treno di impulsi e sia
{\displaystyle {\begin{aligned}x_{q}(t)&{\stackrel {\mathrm {def} }{=}}x(t)\Delta _{T}(t)\\&=x(t)\sum _{n=0}^{+\infty }\delta (t-nT)\\&=\sum _{n=0}^{+\infty }x(nT)\delta (t-nT)\\&=\sum _{n=0}^{+\infty }x[n]\delta (t-nT),\end{aligned}}}
la rappresentazione tempo-continua del segnale {\displaystyle x[n]{\stackrel {\mathrm {def} }{=}}x(nT)} ottenuto campionando {\displaystyle x(t)}. La trasformata di Laplace di {\displaystyle x_{q}(t)} è data da:
{\displaystyle {\begin{aligned}X_{q}(s)&=\int _{0^{-}}^{\infty }x_{q}(t){\text{e}}^{-st}\,{\text{d}}t\\&=\int _{0^{-}}^{+\infty }\sum _{n=0}^{+\infty }x[n]\delta (t-nT){\text{e}}^{-st}\,{\text{d}}t\\&=\sum _{n=0}^{+\infty }x[n]\int _{0^{-}}^{+\infty }\delta (t-nT){\text{e}}^{-st}\,{\text{d}}t\\&=\sum _{n=0}^{+\infty }x[n]{\text{e}}^{-nsT}.\end{aligned}}}
Si tratta della definizione della trasformata zeta unilatera della funzione tempo-discreta {\displaystyle x[n]}, ossia {\displaystyle X(z)=\sum _{n=0}^{+\infty }x[n]z^{-n}.}
con la sostituzione {\displaystyle z={\text{e}}^{sT}}. Confrontando le ultime due relazioni si ottiene quindi la relazione tra la trasformata zeta unilatera e la trasformata di Laplace del segnale campionato
{\displaystyle X_{q}(s)=X(z){\Big |}_{z={\text{e}}^{sT}}.}

## Applicazione alle equazioni differenziali
Nell'ambito della teoria delle equazioni differenziali lineari a valori iniziali dati, le proprietà della trasformata di Laplace, in particolare la linearità e la formula per le derivate di funzioni, possono essere utilizzate come potente mezzo risolutivo. Considerando la proprietà della trasformata:
{\displaystyle {\mathcal {L}}\{f'\}=s{\mathcal {L}}\{f\}-f(0),\qquad {\mathcal {L}}\{f''\}=s^{2}{\mathcal {L}}\{f\}-sf(0)-f'(0),}
si può facilmente dimostrare per induzione che
{\displaystyle {\mathcal {L}}\{f^{(n)}\}=s^{n}{\mathcal {L}}\{f\}-\sum _{i=1}^{n}s^{n-i}f^{(i-1)}(0).}
Si consideri ora la seguente equazione differenziale:
{\displaystyle \sum _{i=0}^{n}a_{i}f^{(i)}(t)=\phi (t)}
con valori iniziali dati:
{\displaystyle f^{(i)}(0)=c_{i}.}
Usando la linearità della trasformata di Laplace è equivalente riscrivere l'equazione come
{\displaystyle \sum _{i=0}^{n}a_{i}{\mathcal {L}}\{f^{(i)}(t)\}={\mathcal {L}}\{\phi (t)\},}
ottenendo
{\displaystyle {\mathcal {L}}\{f(t)\}\sum _{i=0}^{n}a_{i}s^{i}-\sum _{i=1}^{n}\sum _{j=1}^{i}a_{i}s^{i-j}f^{(j-1)}(0)={\mathcal {L}}\{\phi (t)\}.}
Risolvendo l'equazione per {\displaystyle {\mathcal {L}}\{f(t)\}} e sostituendo {\displaystyle f^{(i)}(0)} con {\displaystyle c_{i}} si ottiene
{\displaystyle {\mathcal {L}}\{f(t)\}={\frac {{\mathcal {L}}\{\phi (t)\}+\sum _{i=1}^{n}\sum _{j=1}^{i}a_{i}s^{i-j}c_{j-1}}{\sum _{i=0}^{n}a_{i}s^{i}}}.}
La soluzione per {\displaystyle f(t)} è ottenuta applicando la trasformata inversa di Laplace a {\displaystyle {\mathcal {L}}\{f(t)\}}. Si noti che se tutti i valori iniziali sono zero, cioè:
{\displaystyle f^{(i)}(0)=c_{i}=0,\qquad \forall i\in \{0,1,2,\ldots ,n\},}
allora la formula si semplifica a:
{\displaystyle f(t)={\mathcal {L}}^{-1}\left\{{{\mathcal {L}}\{\phi (t)\} \over \sum _{i=0}^{n}a_{i}s^{i}}\right\}.}

### Esempio 1
Si vuole risolvere:
{\displaystyle f''(t)+4f(t)=\sin(2t),}
con valori iniziali {\displaystyle f(0)=0} e {\displaystyle f'(0)=0}.
Si nota che:
{\displaystyle \phi (t)=\sin(2t),}
ottenendo
{\displaystyle {\mathcal {L}}\{\phi (t)\}={\frac {2}{s^{2}+4}}.}
L'equazione è quindi equivalente a:
{\displaystyle s^{2}{\mathcal {L}}\{f(t)\}-sf(0)-f'(0)+4{\mathcal {L}}\{f(t)\}={\mathcal {L}}\{\phi (t)\}.}
Si deduce quindi che:
{\displaystyle {\mathcal {L}}\{f(t)\}={\frac {2}{(s^{2}+4)^{2}}}.}
Applicando la trasformata inversa di Laplace si ottiene:
{\displaystyle f(t)={\frac {1}{8}}\sin(2t)-{\frac {t}{4}}\cos(2t).}

### Esempio 2
Si consideri l'equazione:
{\displaystyle {\dot {N}}=-\lambda N.}
Questa equazione è la relazione fondamentale che descrive il decadimento radioattivo, dove:
{\displaystyle N=N(t)}
rappresenta il numero di atomi non decaduti in un campione di isotopi radioattivi al tempo {\displaystyle t}, e {\displaystyle \lambda } è la costante di decadimento. Si può usare la trasformata di Laplace per risolvere questa equazione. Riscrivendo l'equazione da una parte si ha:
{\displaystyle {\dot {N}}+\lambda N=0.}
Trasformando entrambi i membri:
{\displaystyle (s{N}(s)-N_{0})+\lambda {N}(s)=0,}
dove
{\displaystyle {N}(s)={\mathcal {L}}{\{N(t)\}},\qquad N_{0}=N(0).}
Risolvendo si trova:
{\displaystyle {N}(s)=N_{0} \over s+\lambda .}
Alla fine si antitrasforma per trovare la soluzione generale:
{\displaystyle N(t)=N_{0}{\text{e}}^{-\lambda t},}
che è il risultato corretto che descrive il decadimento radioattivo.

### Esempio 3
Si consideri un circuito RC in tensione continua {\displaystyle V} definita come:
{\displaystyle V:={\begin{cases}0,&t<0,\\{\overline {V}}\neq 0,&t\geq 0\end{cases}}}
e con condizioni iniziali {\displaystyle I(0)=V_{\text{C}}(0)=0} (si tratta della carica di un condensatore). Usando le leggi di Kirchhoff, si ha che la sua equazione caratteristica è
{\displaystyle V=IR+{\dfrac {1}{C}}\int _{0}^{t}I(t')\,\mathrm {d} t'.}
Trasformando secondo Laplace da entrambe le parti:
{\displaystyle {\dfrac {\overline {V}}{s}}={\tilde {I}}R+{\dfrac {1}{sC}}{\tilde {I}}\implies {\tilde {I}}={\dfrac {\overline {V}}{R}}{\dfrac {1}{s+{\dfrac {1}{\tau }}}},}
dove si è indicato {\displaystyle {\tilde {I}}} la trasformata di Laplace di {\displaystyle I} e {\displaystyle \tau =RC}. Dunque, antitrasformando:
{\displaystyle I={\frac {\overline {V}}{R}}\exp \left(-{\dfrac {t}{\tau }}\right),}
che è la nota espressione per la corrente in un circuito RC in fase di carica.

### Esempio 4
Studiamo l'equazione del moto armonico semplice:
{\displaystyle {\ddot {\theta }}(t)+\omega ^{2}\theta (t)=0,}
con {\displaystyle \theta (0)=\theta _{0},\ {\dot {\theta }}(0)={\dot {\theta }}_{0}}. Trasformando secondo Laplace da entrambe le parti si ottiene
{\displaystyle s^{2}{\tilde {\theta }}-s\theta _{0}-{\dot {\theta }}_{0}+\omega ^{2}{\tilde {\theta }}=0\implies {\tilde {\theta }}=\theta _{0}{\dfrac {s}{s^{2}+\omega ^{2}}}+{\dfrac {{\dot {\theta }}_{0}}{\omega }}{\dfrac {\omega }{s^{2}+\omega ^{2}}}}
e, dunque, antitrasformando
{\displaystyle \theta (t)=\theta _{0}\cos \omega t+{\dfrac {{\dot {\theta }}_{0}}{\omega }}\sin \omega t=A\sin \left(\omega t+\varphi \right),}
avendo posto
{\displaystyle A={\sqrt {\theta _{0}^{2}+\left({\dfrac {{\dot {\theta }}_{0}}{\omega }}\right)^{2}}},}
{\displaystyle \sin \varphi ={\frac {\theta _{0}}{A}},}
{\displaystyle \cos \varphi ={\frac {{\dot {\theta }}_{0}}{\omega A}}.}